# Hermandad de Pino Montano (Sevilla)
La Hermandad de Pino Montano, es una cofradía católica de carácter penitencial que procesiona el Viernes de Dolores de la Semana Santa. Tiene su sede en la iglesia parroquial de San Isidro Labrador de Sevilla, España.
Su nombre completo es el de Hermandad y Cofradía de Nazarenos de Nuestro Padre Jesús de Nazaret, María Santísima del Amor, San Marcos Evangelista y San Isidro Labrador.

## Historia
El germen de la hermandad está en los alumnos del colegio público Félix Rodríguez de la Fuente del curso 1981/1982. Un profesor de pretecnología creó al Cristo de las Aguas y a la Virgen del Amor con papel encolado y pintado y los puso sobre dos pasos realizados por los alumnos. Procesionaron por primera vez el Viernes de Dolores de 1982. En 1983 el colegio acondiciona una habitación como capilla y se implican la Asociación de Padres del centro. El alumno de la Escuela de Bellas Artes de Nervión Fernando Castejón López realizó una nueva Virgen del Amor de terracota en 1984. La escultura fue bendecida en 1985 y fue colocada en el lugar principal de la capilla del colegio. El 1 de marzo de 1986 se bendijo una talla de Jesús de Nazaret realizada por Fernando Castejón López en madera de cedro.
En 1987 deben abandaonar el colegio por ser una organización religiosa y se trasladan a un pequeño local que les servía como oratorio.
En 1990 inauguran una nueva sede en un local cedido de la barriada. En los años 90 la hermandad se vinculará mucho con la parroquia de Jesús de Nazaret y, a propuesta del párroco, se realizaron algunas procesiones de Habeas Christi por la barriada. De 1997 a 2004 la hermandad tendrá su sede en la capilla del Hospital Psiquiátrico de Miraflores, que estaba abandonado.
En el año 2000 pasó a ser Agrupación Parroquial. En el año 2002 salió por primera vez desde la parroquia de San Isidro Labrador y, desde entonces, sale de allí. En el año 2004 se trasladan las imágenes titulares a una capilla propia dentro de la iglesia parroquial de San Isidro Labrador. En el año 2007 pasó a ser hermandad.
En 2013 se hermanó con la Hermandad de la Esperanza Macarena, lo que motivó que en 2015 se estrenase la marcha procesional titulada Amor y Esperanza, realizada por Alejandro Blanco y Luis Castejón.

## Jesús de Nazaret

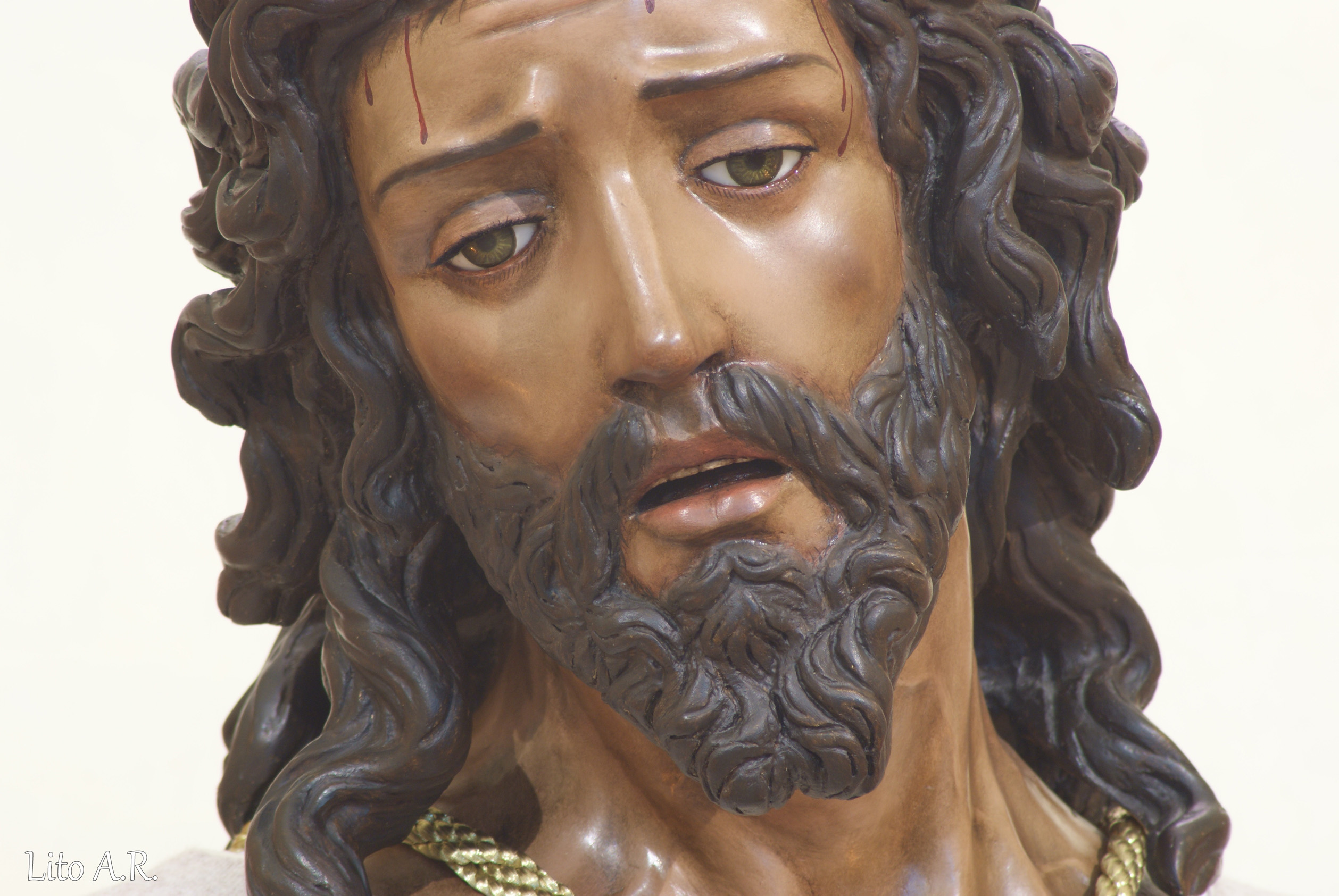
Nuestro Padre Jesús de Nazaret.

Representa a Jesús maniatado vestido con una túnica púrpura. La talla de Jesús fue realizada por Fernando Castejón López en 1989 en madera de cedro. Es una talla para vestir, aunque de cuerpo completamente anatomizado. Esta policromado al óleo y mide 1,75 m. En el año 2002 fue remodelada por su autor acentuando la inclinación de la cabeza hacia abajo y hacia la derecha y el fruncido del entrecejo. El estilo es neobarroco.

#### Paso del Cristo
Es el único paso de Sevilla que narra el arresto de Jesús en el Evangelio de San Marcos. Hay un sayón que empuja a Jesús fuera del Huerto de los Olivos (Getsemaní) y un sanedrita enviado a supervisar el prendimiento que los observa. Aparecen también dos soldados romanos: uno está envainando la espada pues Cristo ya esta preso; el otro portando una lanza avisa del descubrimiento de San Marcos escondido, al cual intenta apresar. El joven San Marcos está escondido entre las ramas del olivo y aparece caracterizado como el joven de la sábana que cita su evangelio, observando asombrado y entristecido la captura de su maestro. Por último Judas de espaldas mira de reojo lo que le ocurre a Jesús con la bolsa del dinero en la mano derecha. Las imágenes secundarias son todas obra de Fernando Castejón López al igual que el resto de imágenes de la cofradía y se fueron incorporado al paso progresivamente. Datan todas del periodo comprendido entre 1997 y 2007; concretamente: el Sayón de 1998, el sanedrita de 1999, el soldado romano con espada y Judas de 2001, San Marcos de 2002 y, por último, el soldado romano con lanza de 2007.
El paso está tallado en madera de color caoba por Gonzalo Merencio Álvarez. Tanto los respiraderos como la canastilla cuentan con capillas que están proyectadas para ser ocupadas con imágenes de santos en plata. Los respiraderos llevan escudos en plata en el centro de las cartelas, realizados en el taller de Hijos de Juan Fernández. Va iluminado por candelabros de guardabrisas también en color caoba.

## María Santísima del Amor
.

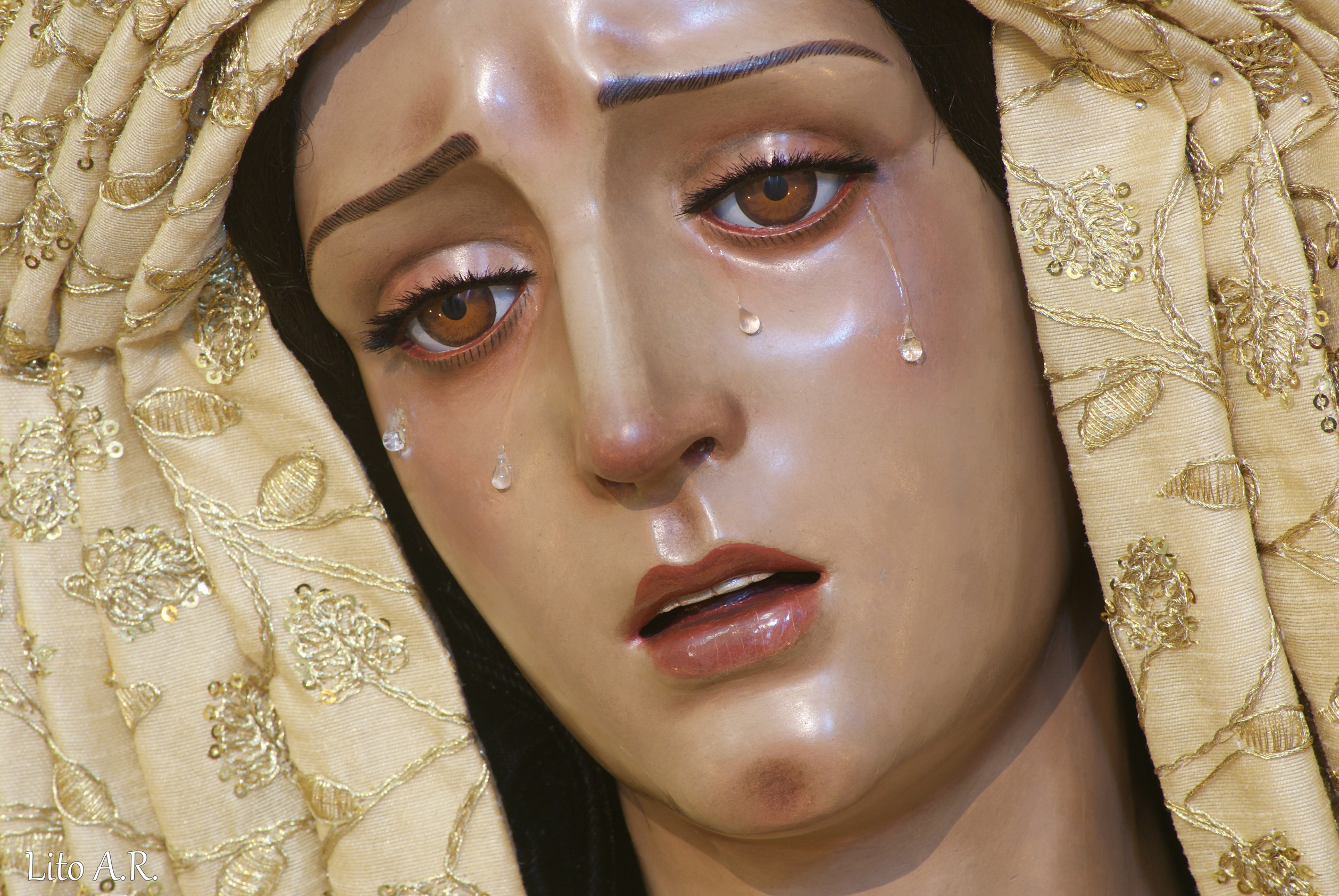
María Santísima del Amor

La Virgen del Amor es una talla de candelero realizada por Fernando Castejón en el año 1998 en madera de cedro. Policromada al óleo, mide 1,65 m. Nos presenta a María como una mujer joven, bella y de tez morena; cumpliendo perfectamente con la tipología de la dolorosa castiza sevillana. Su cabeza se inclina levemente hacia la derecha acentuando su expresión de sufrimiento y angustia aunque no exenta de dulzura; es una pena que parece nacer del más profundo amor por su hijo. Su boca entreabierta en la que se adivinan algunos dientes parece estar murmurando, lo que refuerza la sensación de estar ensimismada en su dolor, ajena casi a lo que ocurra a su alrededor. De sus ojos color miel caen cinco lágrimas, ajustándose a la iconografía clásica sevillana.

### Paso de palio
Ntra. Sra. del Amor procesiona en un paso de palio de orfebrería plateada. El palio es de color rojo, siendo las bambalinas de malla, con bordados decorativos en oro y sedas de colores realizados por José Antonio Grande de León y con el escudo de la corporación en la bambalina frontal. La gloria del techo de palio es de Fernando Castejón estrenada en 2012 y representa la Anunciación de la Virgen. Lleva respiraderos, varales, peana, jarras laterales y jarritas delanteras y candelabros de cola y candelería en metal plateado, obra esta última de Orfebrería Sevillana. La Virgen suele vestir saya de tisú de plata bordada en oro y sedas de colores, realizada por José Antonio Grande de León, y manto rojo liso.

## Escudo, insignias y túnica
El escudo heráldico de la cofradía consiste en una orla circular de grecas doradas, en cuyo campo aparecen dos óvalos orlados a su vez también de grecas doradas. En el óvalo siniestro aparece en el abismo el monograma JHS con la letra H sumada a una cruz latina, todo en oro, y una corona de espinas de esmalte leonado en punta sobre campo sanguíneo. En el de la diestra aparece en el abismo el anagrama de María en oro y en punta una rosa en gules sobre campo de cielo. En el pie del escudo aparece un león en leonado alado en plata con el Evangelio, atributo de San Marcos Evangelista. Timbrando a los ovalos aparece una divisa con la inscripción «Madre del Amor» y en punta otra divisa con el lema «Ruega por Nosotros».
El estandarte, confeccionado por los talleres de bordado de José Antonio Grande de León, está formado por una bandera granate de terciopelo portada en un asta plateada, de Orfebrería Hermanos Fernández, rematada en Cruz, con el escudo de la hermandad bordado en oro y sedas de colores y cruzado de arriba abajo por un cordón trenzado dorado. La Cruz de Guía es una sencilla cruz latina de madera en tonos caoba con asas de orfebrería plateada. También de orfebrería son las ráfagas que aparecen cantonando la cruz y el I. N. R. I. En el Libro de Reglas aparece el escudo de la hermandad en orfebrería plateada. Las esquinas, el cierre y el lomo son exornados con piezas de orfebrería plateada, todo del taller de Orfebrería Hermanos Fernández.
La túnica de la hermandad es blanca de tela de sarga de capa de la misma tela y color con el escudo de la corporación en el hombro izquierdo. La botonadura del hábito es de color morado al igual que el antifaz de tela de sarga, el cual porta a la altura del pecho y bordado en oro el óvalo izquierdo del escudo de la hermandad. A la cintura se ciñe la túnica con un cíngulo trenzado morado y rojo anudado a la izquierda. Al cuello, bajo el antifaz, se porta la medalla de la hermandad, consistente en el escudo en metal plateado con el cordón trenzado de seda morada y roja. El uniforme se remata con zapatos negros, calcetines y guantes blancos. Los nazarenos portan cirios de cera blanca.

## Acompañamiento Musical
CRUZ DE GUÍA: Banda de Cornetas y Tambores Juvenil de la Centuria Romana Macarena.
MISTERIO: Agrupación Musical Ntra. Sra. de la Encarnación.
VIRGEN: B.M. Municipal de la Puebla del Río.